# Радио-телевизија Републике Српске
Радио-телевизија Републике Српске (РТРС) је јавни медијски сервис Републике Српске и дио система јавног емитовања Босне и Херцеговине.
У саставу Јавног предузећа Радио-телевизија Републике Српске дјелују Телевизија Републике Српске и Радио Републике Српске. Сједиште РТРС се налази у РТВ дому Републике Српске на Тргу Републике Српске у Бањој Луци.
Дана 22. марта 2015. РТРС је покренуо канал РТРС ПЛУС који је доступан код свих оператера у Републици Српској и Босни и Херцеговини, као и путем сателита.

## Историја
Почетак рада Радио телевизије Републике Српске је везан за почетак рада Канала С са Пала који почиње емитовање програма 18. априла 1992. када је изведено укључење у програм Телевизије Нови Сад. 6. маја 1992. године је из Пала емитован први програм.
У почетку се програм емитовао око два сата, док је радијски програм почео цјелодневно емитовање. Са повећањем броја запослених повећавао се и број сати властитог програма. Поред властитог програма, запослени су свакодневно партиципирали, својим извјештајима са сликом са терена у програме телевизије, али и Радија Београд, Нови Сад и Подгорица.
Годину дана касније долази до увезивања свих студија и дописништава који су дјеловали на територији тадашње Републике Српске. Информативна кућа Српска радио-телевизија увезује тадашњи студио у Бањој Луци, Бијељини, Требињу као и дописништва у Приједору, Брчком и Добоју.
Карактеристична је 1993. година када је ова медијска кућа угостила у само два дана више од 30 страних телевизијских екипа које су у то вријеме пратиле догађаје у овом региону. У том периоду, готово шест мјесеци, Српска радио-телевизија емитује и властити сателитски програм који припрема екипа у Палама и који се емитује за подручје Америке. Од тада готово свакодневно је примјетна експанзија овог гласила. Све до пред крај 1997. године, када Регулаторна агенција за комуникације због наводне програмске грешке затвара студио у Палама, који више не партиципира у заједничком програму. Забрана траје до прољећа 1998. када се сви технички потенцијали Телевизије и Радија селе у Лукавицу, одакле се поново укључују у јединствен систем Српске радио-телевизије.
Назив Српска радио-телевизија (СРТ) остаје у употреби све до 1999. године, након чега РТРС добија овај данашњи назив, ЈП Радио-телевизија Републике Српске.
Званично је основана као јавни медијски сервис Одлуком Народне Скупштине Републике Српске 30. децембра 1993. године у Палама. Оснивач Радио-телевизије Републике Српске је Република Српска. Први главни и одговорни уредник РТРС је био Илија Гузина. До пресељења у РТВ дом Републике Српске 2010. године, сједиште се налазило у Улици краља Петра I Карађорђевића 129 у Бањој Луци.
Актуелни в.д генералног директора Радио-телевизије Републике Српске је Милан Трбојевић. Претходни директори РТРС су били: Драшко Милиновић, Рајко Радовановић, Драган Давидовић, Анђелко Козомора, Војо Купрешанин и Радомир Пашић.
Током Одбрамбено-отаџбинског рата вршећи своју дужност страдали су: Драган Клачар (1968-1992), Љубо Керкез (1958-1992), Младен Обрадовић (1968-1992), Саша Колевски (1968-1995) и Горан Пејчиновић (1972-1995).

### Радио Републике Српске
Прве експерименталне емисије Радио Бањалука емитовала је 25. јануара 1967. године. Редовни програм почиње да се емитује 2. фебруара 1967. године.
У мају 1992. године Радио Бањалука прераста у информативно-технички центар Српског радија, чије је сједиште било у Палама, према одлуци тадашње Скупштине српског народа Босне и Херцеговине. Српски радио у том периоду почиње емитовање двадесетчетворочасовног програма.
Назив мијења 1. септембра 1999. године у Радио Републике Српске.

### РТРС ПЛУС
Дана 22. марта 2015. РТРС је почео са експерименталним емитовањем канала РТРС ПЛУС који је доступан код свих оператера у РС и БиХ, као и путем сателита Еутелсат 16Е. Експериментално емитовање је трајало 28 дана, а за то вријеме су емитовани концерти 24 сата дневно. Након тога, почео је редован програм. Емисије које се емитују на РТРС ПЛУС: Блог, Бесједник, Планета филм, Арт Машина, Сцена, Спортски преглед, РТРС 7... Петком и суботом, од 20:15 се емитује филмски маратон под називом Сагоријевање. Недјељом се емитују породични филмови.

## Програм
Од јуна 2007. године РТРС је доступан и преко сателита, а у априлу 2013. покренут је посебан канал за српску дијаспору — РТРС САТ који се бесплатно могао гледати преко сателита. Године 2014. РТРС САТ је угашен, а њега је на сателиту замијенио земаљски РТРС, а касније РТРС ПЛУС.
Програм Телевизије Републике Српске могу да прате гледаоци у цијелој Републици Српској, дијелу Србије и Црне Горе, једном дијелу Федерације БиХ, и дијелу Хрватске.
Од 12. октобра 2013. емитује шоу програм Твоје лице звучи познато, који се још емитује и на Првој ТВ и Федералној телевизији.

### Властита продукција
Голи живот (ТВ серија), Замало живот (ТВ серија), То топло љето (ТВ серија), Дневник (Информативна емисија),Вијести (Информативна емисија) Српска данас (информативна емисија), Панорама Источног Сарајева, Хроника поткозарја, Хроника Херцеговине, Портал (информативна емисија), Преглед недјеље, У фокусу, Печат, Пресинг (емисија), Некад било, Јутарњи програм, 7 у 1 (забавна емисија), Ах, та планета! (забавна емисија), Сноп (емисија о пољопривреди), 100 лица, једна прича, За друга, Актуелно РТРС, ОдговорНо1, Ријеч вјере, Огњишта, Бањалучка панорама, Квадрат на знање (образовни и научни програм), Без пардона (хумористичка емисија), итд.

### Информативно-технички центри
Студио: Бања Лука, Источно Сарајево, Бијељина, Приједор, Требиње и Брчко. Представништво РТРС Београд.

### Редакције
Програм Телевизије Републике Српске припремају четири редакције:
- Редакција информативно-политичког програма
- Редакција забавног и спортског програма
- Редакција филмског и документарног програма
- Редакција културно-образовног, дјечјег и омладинског програма

## Признања
- Предсједник Републике Српске Рајко Кузмановић је 29. априла 2010. године одликовао Радио-телевизију Републике Српске Орденом заставе Републике Српске са сребрним вијенцем. Кузмановић је одликовање уручио генералном директору РТРС-а, Драгану Давидовићу.[1]
- „Повеља за несебичну помоћ српском народу Космета”[4]